# Grand Prix automobile d'Allemagne 1967
GP précédent GP suivant
Le Grand Prix d'Allemagne 1967 (XXIX Grosser Preis von Deutschland), disputé sur le Nürburgring le 6 août 1967, est la cent-cinquante-septième épreuve du championnat du monde de Formule 1 courue depuis 1950 et la septième manche du championnat 1967. La course était également ouverte, hors championnat, aux monoplaces de Formule 2.

## Contexte avant la course

### Le championnat du monde
Depuis la saison précédente, la Formule 1 a adopté la réglementation trois litres pour les monoplaces à moteur atmosphérique, avec également possibilité d'utilisation de moteurs suralimentés, un coefficient deux étant alors appliqué pour la cylindrée (soit un maximum de 1 500 cm3 en cas d'utilisation d'un compresseur volumétrique ou d'un turbocompresseur). La réglementation s'appuie sur les points suivants :
- pas de cylindrée minimale
- cylindrée maximale : 3 000 cm3 si moteur atmosphérique ou 1 500 cm3 si moteur suralimenté
- poids minimal : 500 kg (à sec)
- roues non carénées
- double circuit de freinage obligatoire
- arceau de sécurité obligatoire (le haut du cerceau devant dépasser le casque du pilote)
- démarreur de bord obligatoire
- carburant commercial obligatoire
- ravitaillement en huile interdit durant la course
- distance minimale d'un Grand Prix : 300 km
- distance maximale d'un Grand Prix : 400 km
- distance minimale pour être classé : 90% de la distance parcourue par le vainqueur

À l'issue de la première demi-saison, l'équipe du pilote-constructeur Jack Brabham se trouve une nouvelle fois en position de force, Denny Hulme, vainqueur du Grand Prix de Monaco et régulièrement classé aux avant-postes, menant le championnat avec neuf points d'avance sur son coéquipier et patron, ce dernier étant à égalité de points avec Jim Clark qui s'est déjà imposé à deux reprises (aux Pays-Bas et en Grande-Bretagne) au volant de sa nouvelle Lotus, techniquement supérieure à ses concurrentes mais dont la fiabilité laisse encore à désirer.

### Le circuit
Au milieu des années 1920, le gouvernement allemand projeta la construction d'un immense circuit permanent près du château de Nürburg, au cœur de l'Eifel, dans le but de dynamiser cette région relativement pauvre de l'Allemagne occidentale. Après deux ans de travaux ayant mobilisé deux mille cinq cents ouvriers, le Nürburgring fut inauguré en juin 1927 à l'occasion du Grand Prix de l'Eifel, course remportée par la Mercedes-Benz de Rudolf Caracciola à 96,5 km/h de moyenne, sur le tracé de 28,3 kilomètres combinant la boucle nord («Nordschleife») et la boucle sud («Südschleife»). Rapidement surnommé « L'enfer vert » en raison de son parcours très difficile, le circuit se révèle particulièrement sinueux, avec un relief très marqué. Endommagé durant la Seconde Guerre mondiale, le circuit fut entièrement restauré à la fin des années 1940, la boucle nord, développant 22,8 kilomètres, étant réservée aux grandes compétitions internationales (épreuves de Formule 1, d'endurance ou Grand Prix moto) tandis que la boucle sud est surtout utilisée pour les épreuves nationales ainsi que pour le Marathon de la route. Afin de limiter la vitesse de passage devant les stands, une chicane a été ajoutée sur la dernière ligne droite, le nouveau tracé ayant été inauguré à l'occasion des 1000 km du Nürburgring 1967, disputés au printemps. Au volant de sa Chaparral, Phil Hill avait alors établi le meilleur tour en course, à 157,5 km/h, alors que, sur le parcours précédent, Jim Clark et sa Lotus F1 détenaient depuis 1965 le record de la piste, à 162,9 km/h de moyenne.

## Monoplaces en lice

### Formule 1
- Brabham BT24 & BT19 "Usine"

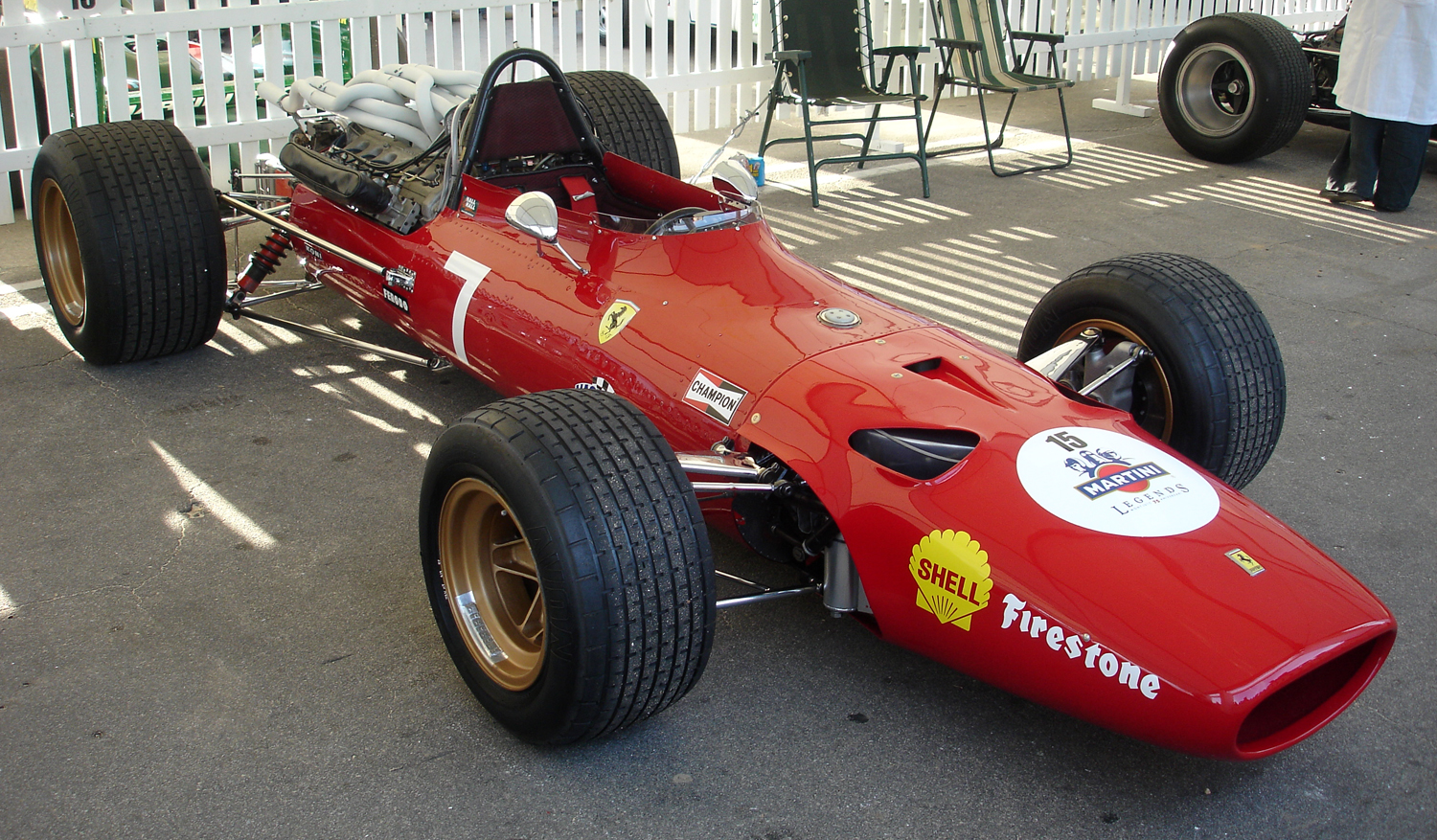
La Ferrari 312/67, vue ici au cours d'une manifestation historique.

Le pilote-constructeur Jack Brabham a engagé deux BT24, une pour lui et l'autre pour son coéquipier habituel, Denny Hulme. La conception de ces monoplaces, à châssis multitubulaire, est identique à celle des BT23 de Formule 2, la partie arrière étant adaptée à l'utilisation du moteur Repco. Doté de deux simples arbres à cames en tête, ce V8 est alimenté par un système d'injection mécanique Lucas. Il développe 330 chevaux à 8000 tr/min et se caractérise par sa grande souplesse d'utilisation et son excellente fiabilité. La transmission est assurée par une boîte de vitesses Hewland DG300 à cinq rapports. Très compactes, les BT24 pèsent 510 kg à vide. L'équipe dispose, en guise de mulet, de la BT19 avec laquelle Brabham a décroché le titre mondial l'année précédente. Elle utilise le même moteur que les BT24 mais pèse environ 25 kg de plus. Les Brabham officielles sont chaussées de pneus Goodyear.
- Brabham BT20 privée

Guy Ligier s'aligne sur l'ex BT20 de Denny Hulme, avec laquelle il va disputer sa deuxième course. Pesant 570 kg, elle est équipée de la première version du V8 Repco (avec sorties d'échappement à l'extérieur du vé), développant 300 chevaux à 7250 tr/min. Ligier utilise des pneus Firestone.
- Ferrari 312 "Usine"

Depuis l'accident de Mike Parkes au Grand Prix de Belgique, Chris Amon reste seul à défendre les couleurs de la Scuderia Ferrari en Formule 1. Le pilote néo-zélandais dispose de deux 312/67 (à structure monocoque), dont une bénéficiant d'une nouvelle boîte de vitesses, plus compacte, et d'un moteur allégé grâce, notamment, à l'emploi de bielles en titane. Le poids à vide a ainsi été ramené à 535 kg, contre 550 kg pour le modèle servant de mulet. Le V12 à 36 soupapes est alimenté par injection indirecte Lucas et délivre 390 chevaux à 10000 tr/min. Une évolution avec distribution à quatre soupapes par cylindres est prévue pour le prochain Grand Prix d'Italie. Ferrari utilise des pneus Firestone.
- Cooper T81 & T86 "Usine"

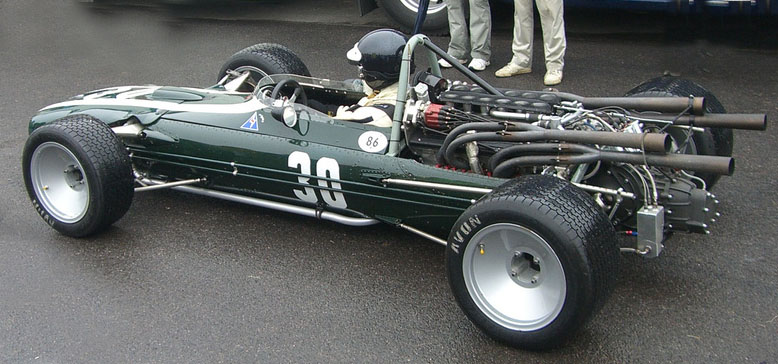
Une Cooper T86 à moteur V12 Maserati lors d'une course historique.

Terminée à la hâte à l'occasion du Grand Prix de Grande-Bretagne, la nouvelle T86 n'a pas convaincu lors de sa première apparition, tenue de route et fiabilité laissant à désirer. Pour ses premiers tours de roues, le radiateur d'un ancien modèle avait dû être grossièrement adapté mais la voiture est désormais conforme aux plans de son concepteur, Derrick White. Équipée de la toute dernière version du V12 Maserati (Tipo 10) et d'une boîte cinq vitesses Hewland, cette monoplace à structure monocoque pèse 570 kg à vide. La puissance disponible est de l'ordre de 400 chevaux à 10000 tr/min, le V12 a cependant été légèrement dégonflé et sa puissance ramenée à environ 380 chevaux, le bloc allégé supportant mal les très hauts régimes. La nouveauté est une nouvelle fois confiée à Jochen Rindt, qui pourra également disposer, en réserve, de la T81B construite en début de saison, version améliorée du modèle 1966. Pedro Rodríguez pilotera quant à lui son habituelle T81, techniquement très proche de la T81B mais cependant plus lourde (640 kg contre 620 pour la version plus récente). La boîte «cinq» ZF a été abandonnée au profit de la Hewland, jugée plus fiable. Contrairement à la T86, les deux autres voitures reçoivent un V12 Maserati Tipo 9, bénéficiant du double allumage mais avec distribution à deux soupapes par cylindres, la puissance ressortant à 360 chevaux à 9000 tr/min. Les Cooper sont chaussées de pneus Firestone.
- Cooper T81 privées

Après la casse de son moteur à Silverstone, la Cooper T81 de Rob Walker, toujours confiée à Joseph Siffert, est maintenant équipée d'un V12 Maserati «24 soupapes» à double allumage, bénéficiant de la nouvelle ligne d'échappement (comme sur la version 36 soupapes), sa puissance étant évaluée à 360 chevaux. Ayant un moment envisagé de confié sa voiture à Andrea de Adamich, Joakim Bonnier s'aligne sur sa T81 personnelle, toujours pourvue d'un V12 à simple allumage (330 chevaux). Ces deux Cooper privées utilisent également des pneus Firestone.
- BRM P83 & P115 "Usine"

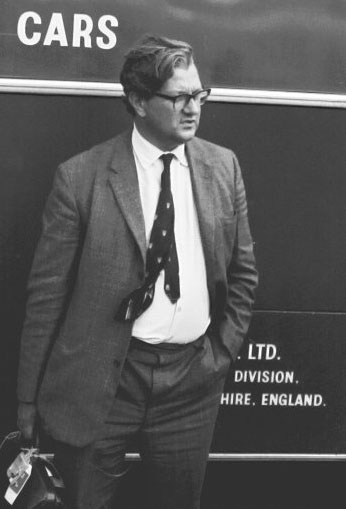
Tony Rudd, concepteur des BRM, dans le paddock du Nürburgring

BRM a finalisé la réalisation de son nouveau moteur V12 mais, malgré des premiers essais encourageants, continue à utiliser ses modèles à 16 cylindres. Jackie Stewart a le choix entre le dernier modèle P115 et la P83 de 1966, une deuxième P83 étant aux mains de Mike Spence. Disposant du même moteur H16 que les P83, la P115 pèse 665 kg à vide, soit 35 de moins que sa devancière. La puissance maximale est estimée à 400 chevaux à 10000 tr/min. La transmission de ces trois voitures à structure monocoque est assurée par une boîte de vitesses à six rapports, conçue et réalisée en interne. Les BRM utilisent des pneus Goodyear.
- BRM P83 privée

Le Reg Parnell Racing avait initialement ressorti son ancienne BRM P261 à moteur deux litres, plus fiable et plus maniable que la lourde P83, mais les organisateurs ont refusé son engagement. Aussi l'équipe privée britannique a-t-elle dû préparer en dernière minute sa P83 pour le Nürburgring, la voiture étant confiée à Chris Irwin.
- Lotus 49 "Usine"

Le Team Lotus aligne trois Lotus 49, les deux voitures accidentées à Silverstone ayant été réparées à temps pour l'épreuve allemande. Pour pallier la fragilité des suspensions, cause des récents incidents, les attaches ont été renforcées. Jim Clark et Graham Hill s'étant plaint de la difficulté de mettre les freins en température, des disques pleins ont été montés sur leurs voitures, seul le mulet conservant les disques ventilés. Les Lotus 49 sont les premières monoplaces adoptant le principe du moteur porteur : leur V8 Cosworth DFV (développé en partenariat avec Ford) supporte le train arrière et est directement boulonné sur le cockpit, le châssis monocoque ne comprenant pas de support de moteur. Grâce à ce concept et à la légèreté (168 kg) du V8, les Lotus dépassent à peine le poids minimal de 500 kg. L'alimentation est assurée par un système d'injection indirecte Lucas et la distribution par deux doubles arbres à cames en tête actionnant les 48 soupapes. La puissance maximale est de 400 chevaux à 9000 tr/min. Les accessoires d'allumage, initialement disposés au-dessus de la boîte cinq vitesses ZF, sont maintenant montés au centre du vé afin d'être mieux refroidis. Les Lotus sont chaussées de pneus Firestone.
- Eagle T1G "Usine"

L'équipe AAR aligne deux Eagle T1G à moteur V12 Weslake. Le pilote-constructeur Dan Gurney dispose du modèle allégé (châssis monocoque à base de titane et de magnésium) tandis que son coéquipier Bruce McLaren pilote un modèle antérieur, avec coque en aluminium. La puissance du V12 à double arbre à cames en tête et 48 soupapes est de 410 chevaux à 10000 tr/min. Gurney bénéficie d'un moteur neuf, avec système d'alimentation amélioré. Sa voiture pèse 525 kg à vide, contre 575 pour celle de McLaren. Les Eagle utilisent des pneus Goodyear.
- Honda RA273 "Usine"

Dans l'attente du nouveau modèle, réalisé en collaboration avec Eric Broadley pour la partie châssis, le constructeur japonais engage pour la dernière fois l'imposante RA273 pour John Surtees. Bien que cette monoplace soit la plus puissante du plateau (son V12 à double arbre à cames en tête et distribution à quatre soupapes par cylindre développe 420 chevaux à 10500 tr/min), elle est handicapée par son poids très élevé (740 kg à vide) et n'a pas permis au pilote britannique de briller cette saison. Le nouveau système d'injection, apparu à Silverstone, a toutefois permis de résoudre les problèmes d'alimentation à chaud. Pour l'épreuve allemande, la ligne d'échappement a été redessinée, avec des tubulures raccourcies. Depuis le Grand Prix de Grande-Bretagne, la Honda est chaussée de pneus Firestone.
- Lola T100 "Usine"

Le constructeur allemand BMW engage officiellement une Lola T100, monoplace de Formule 2 à structure monocoque équipée pour la circonstance d'un moteur de deux litres de type M10 et lestée pour atteindre les 500 kg requis. Dérivé de celui équipant les berlines et coupés 2000, le quatre cylindres préparé par l'ingénieur Ludwig Apfelbeck développe 265 chevaux. Cette voiture, équipée de pneus Dunlop, sera pilotée par Hubert Hahne.

### Formule 2
À l'exception de la Lola d'usine, animée par un quatre cylindres BMW de 200 chevaux, les monoplaces engagées sont motorisées par un quatre cylindres Cosworth FVA, d'une puissance équivalente. Elles sont toutes au poids minimal de 400 kg.
- Brabham

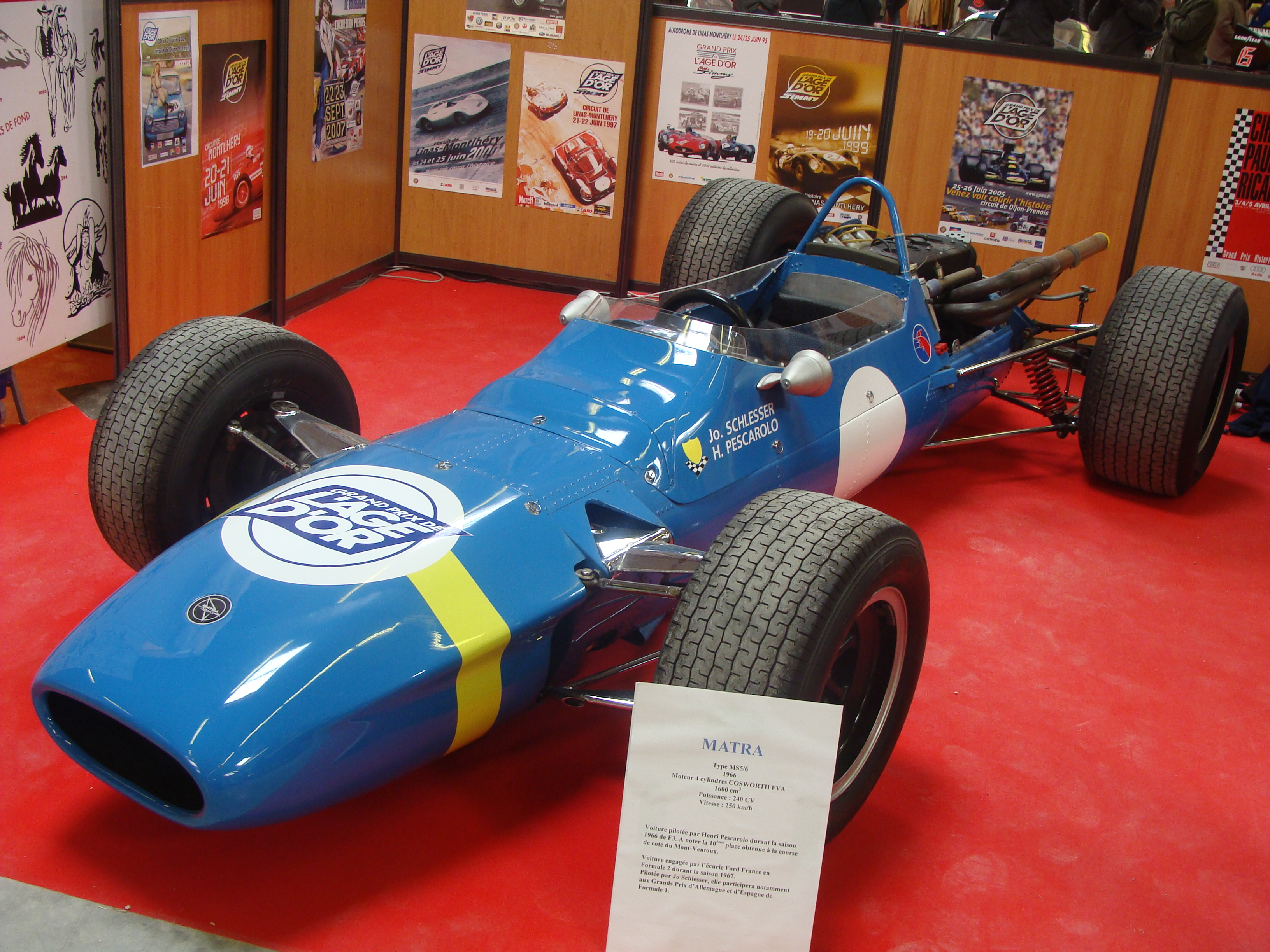
Une Matra MS5 identique à celle de Jo Schlesser.

Brabham avait initialement engagé une BT23 pour son habituel pilote F2 Frank Gardner, mais, la prime de départ étant jugée insuffisante, l'équipe a déclaré forfait. La marque est cependant représentée par l'écurie Winkelmann, qui aligne une BT23 à moteur Cosworth pour Alan Rees, et par le pilote privé Gerhard Mitter, sur un modèle identique. Rees utilise des pneus Firestone et Mitter des Dunlop.
- Lola

La T100 de Lola Racing, équipée d'un moteur BMW, est aux mains de David Hobbs. David Bridges a confié sa T100 à moteur Cosworth à Brian Redman. Tous deux utilisent des pneus Firestone.
- Lotus

Au sein du Team Lotus, Jackie Oliver dispose de la 48 à moteur Cosworth que Jim Clark avait imposée en début de saison à Montjuïc. Elle est chaussée de pneus Firestone.
- Matra

Engagé par Ken Tyrrell, Jacky Ickx pilote son habituelle Matra MS5 à moteur Cosworth. Elle est équipée de pneus Dunlop. L'Écurie Ford France aligne un modèle identique pour Jo Schlesser, qui utilise des pneus Firestone.
- Protos

L'écurie dirigée par Ron Harris est présente avec ses deux Protos P16 à moteur Cosworth, monoplaces de conception originale, la structure de leur coque étant constituée de contreplaqué. Elles sont dotées de pare-brise enveloppants, améliorant leur coefficient de traînée. Pilote habituel de l'équipe, Brian Hart est épaulé pour la circonstance par l'Allemand Kurt Ahrens. Les Protos ont des pneus Firestone.

## Coureurs inscrits
| no  | Pilote          | Écurie                      | Constructeur | Modèle         | N° châssis  | Moteur                                    | Pneumatiques |
| --- | --------------- | --------------------------- | ------------ | -------------- | ----------- | ----------------------------------------- | ------------ |
| 1   | Jack Brabham    | Brabham Racing Organisation | Brabham      | Brabham BT24   | BT24/1      | Repco 740 V8                              | G            |
| 1T  | Jack Brabham    | Brabham Racing Organisation | Brabham      | Brabham BT19   | F1-1-65     | Repco 740 V8                              | G            |
| 2   | Denny Hulme     | Brabham Racing Organisation | Brabham      | Brabham BT24   | BT24/2      | Repco 740 V8                              | G            |
| 3   | Jim Clark       | Team Lotus                  | Lotus        | Lotus 49       | 49 R2       | Ford Cosworth DFV V8                      | F            |
| 4   | Graham Hill     | Team Lotus                  | Lotus        | Lotus 49       | 49 R3 49 R1 | Ford Cosworth DFV V8 Ford Cosworth DFV V8 | F            |
| 5   | Jochen Rindt    | Cooper Car Company          | Cooper       | Cooper T86     | F1-2-67     | Maserati 10/F1 V12                        | F            |
| 5T  | Jochen Rindt    | Cooper Car Company          | Cooper       | Cooper T81 B   | F1-1-67     | Maserati 9/F1 V12                         | F            |
| 6   | Pedro Rodríguez | Cooper Car Company          | Cooper       | Cooper T81     | F1-6-66     | Maserati 9/F1 V12                         | F            |
| 7   | John Surtees    | Honda R&D Company           | Honda        | Honda RA273    | F102        | Honda RA273E V12                          | F            |
| 8   | Chris Amon      | SpA Ferrari SEFAC           | Ferrari      | Ferrari 312/67 | 312/0005    | Ferrari 242 V12                           | F            |
| 8T  | Chris Amon      | SpA Ferrari SEFAC           | Ferrari      | Ferrari 312/67 | 312/0003    | Ferrari 242 V12                           | F            |
| 9   | Dan Gurney      | Anglo-American Racers       | Eagle        | Eagle T1G      | 104         | Weslake 58 V12                            | G            |
| 10  | Bruce McLaren   | Anglo-American Racers       | Eagle        | Eagle T1G      | 102         | Weslake 58 V12                            | G            |
| 11  | Jackie Stewart  | Owen Racing Organisation    | BRM          | BRM P115       | 1151        | BRM P75 H16                               | G            |
| 11T | Jackie Stewart  | Owen Racing Organisation    | BRM          | BRM P83        | 8302        | BRM P75 H16                               | G            |
| 12  | Mike Spence     | Owen Racing Organisation    | BRM          | BRM P83        | 8303        | BRM P75 H16                               | G            |
| 14  | Joseph Siffert  | Rob Walker/Jack Durlacher   | Cooper       | Cooper T81     | F1-2-66     | Maserati 9/F1 V12                         | F            |
| 15  | Guy Ligier      | Privé                       | Brabham      | Brabham BT20   | F1-2-66     | Repco 620 V8                              | F            |
| 16  | Joakim Bonnier  | Joakim Bonnier Racing Team  | Cooper       | Cooper T81     | F1-5-66     | Maserati 9/F1 V12                         | F            |
| 17  | Hubert Hahne    | BMW AG                      | Lola         | Lola T100      | SL100/3     | BMW M10 L4                                | D            |
| 18  | Chris Irwin     | Reg Parnell Racing          | BRM          | BRM P83        | 8301        | BRM P75 H16                               | G            |

- La lettre T accolée au numéro désigne la voiture de réserve («Test car», en anglais).

| no | Pilote         | Écurie                          | Constructeur | Modèle       | N° châssis | Moteur               | Pneumatiques |
| -- | -------------- | ------------------------------- | ------------ | ------------ | ---------- | -------------------- | ------------ |
| 20 | Gerhard Mitter | Privé                           | Brabham      | Brabham BT23 | BT23/7     | Ford Cosworth FVA L4 | D            |
| 21 | Frank Gardner  | Motor Racing Developments       | Brabham      | Brabham BT23 | BT23/3     | Ford Cosworth FVA L4 | G            |
| 22 | Alan Rees      | Roy Winkelmann Racing Ltd       | Brabham      | Brabham BT23 | BT23/4     | Ford Cosworth FVA L4 | F            |
| 23 | Jo Schlesser   | Écurie Ford France              | Matra        | Matra MS5    | MS5/10     | Ford Cosworth FVA L4 | F            |
| 24 | Jackie Oliver  | Team Lotus                      | Lotus        | Lotus 48     | 48 R3      | Ford Cosworth FVA L4 | F            |
| 25 | Brian Hart     | Ron Harris Racing Division      | Protos       | Protos P16   | P16 #2     | Ford Cosworth FVA L4 | F            |
| 26 | Kurt Ahrens    | Ron Harris Racing Division      | Protos       | Protos P16   | P16 #1     | Ford Cosworth FVA L4 | F            |
| 27 | David Hobbs    | Lola Racing Ltd                 | Lola         | Lola T100    | SL100/5    | BMW M10 L4           | F            |
| 28 | Brian Redman   | David Bridges                   | Lola         | Lola T100    | SL100/4    | Ford Cosworth FVA L4 | F            |
| 29 | Jacky Ickx     | Tyrrell Racing Organisation Ltd | Matra        | Matra MS5    | MS5/11     | Ford Cosworth FVA L4 | D            |

## Qualifications
Trois séances qualificatives sont prévues, deux le vendredi et une le samedi précédant la course.

### Première séance - vendredi 4 août (matin)

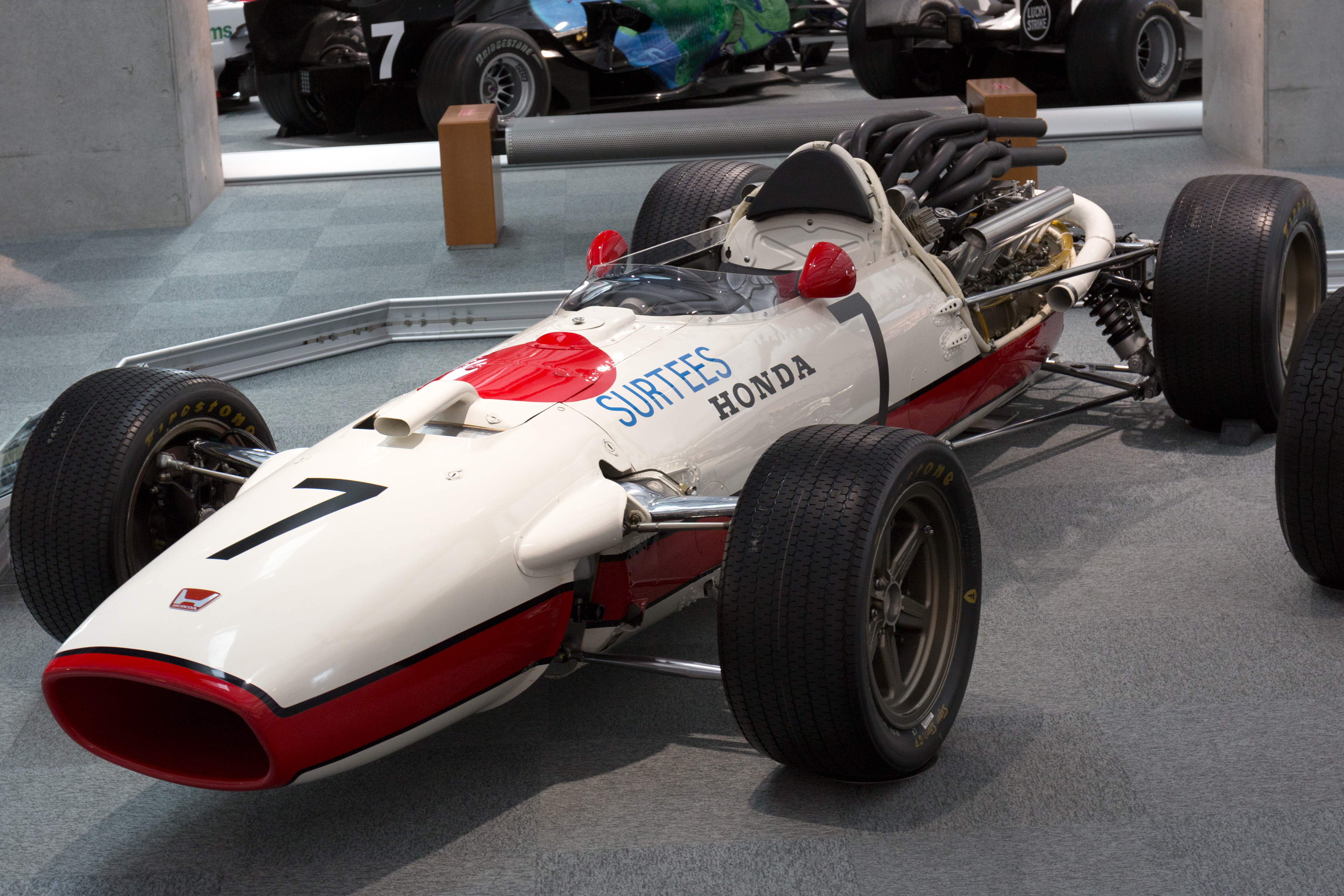
La Honda RA273 de John Surtees, tête d'affiche à l'issue de la première séance qualificative.

Il fait beau et la piste est parfaitement sèche lorsque commence la première session qualificative, le vendredi matin. Elle va surtout être consacrée à l'adaptation des monoplaces aux spécificités du circuit, les pilotes restant pour la plupart en deçà de leurs possibilités. Brian Redman a dû rentrer précipitamment en Grande-Bretagne pour raison familiale et ne pourra participer à la course ; David Bridge n'a pas eu le temps de lui trouver un remplacement et sa Lola F2 restera au garage. S'étant entraîné en privé en début de semaine, John Surtees est l'un des rares à effectuer une série de tours lancés. Au volant de sa Honda, il va se montrer le plus rapide de la séance, à 162,8 km/h de moyenne, devançant de quelques dixièmes de seconde la Brabham de Denny Hulme. Sur sa Matra de Formule 2, Jacky Ickx crée la surprise en réalisant le troisième meilleur temps, à seulement deux secondes et demie de Surtees. La plupart des pilotes sont mécontents des réglages de suspension de leurs monoplaces, qu'ils trouvent inadaptés au relief spécifique du Nürburgring, en particulier dans les zones où les voitures décollent. Des problèmes de moteur ont empêché Graham Hill (Lotus) et Bruce McLaren (Eagle) d'accomplir un tour complet.
| Pos. | Pilote          | Écurie            | Temps         | Écart          |
| ---- | --------------- | ----------------- | ------------- | -------------- |
| 1    | John Surtees    | Honda             | 8 min 25 s 0  |                |
| 2    | Denny Hulme     | Brabham-Repco     | 8 min 25 s 4  | + 0 s 4        |
| 3    | Jacky Ickx      | Matra-Ford (F2)   | 8 min 27 s 5  | + 2 s 5        |
| 4    | Jackie Stewart  | BRM               | 8 min 35 s 4  | + 10 s 4       |
| 5    | Jim Clark       | Lotus-Ford        | 8 min 43 s 4  | + 18 s 4       |
| 6    | Pedro Rodríguez | Cooper-Maserati   | 8 min 44 s 3  | + 19 s 3       |
| 7    | Chris Amon      | Ferrari           | 8 min 44 s 7  | + 19 s 7       |
| 8    | Jo Schlesser    | Matra-Ford (F2)   | 8 min 49 s 2  | + 24 s 2       |
| 9    | Dan Gurney      | Eagle-Weslake     | 8 min 49 s 7  | + 24 s 7       |
| 10   | Hubert Hahne    | Lola-BMW          | 8 min 52 s 3  | + 27 s 3       |
| 11   | Joakim Bonnier  | Cooper-Maserati   | 8 min 53 s 5  | + 28 s 5       |
| 12   | Jackie Oliver   | Lotus-Ford (F2)   | 8 min 54 s 1  | + 29 s 1       |
| 13   | David Hobbs     | Lola-BMW (F2)     | 8 min 56 s 4  | + 31 s 4       |
| 14   | Mike Spence     | BRM               | 8 min 57 s 0  | + 32 s 0       |
| 15   | Kurt Ahrens     | Protos-Ford (F2)  | 8 min 58 s 6  | + 33 s 6       |
| 16   | Jack Brabham    | Brabham-Repco     | 9 min 03 s 5  | + 38 s 5       |
| 17   | Brian Hart      | Protos-Ford (F2)  | 9 min 05 s 3  | + 40 s 3       |
| 18   | Jochen Rindt    | Cooper-Maserati   | 9 min 06 s 1  | + 41 s 1       |
| 19   | Alan Rees       | Brabham-Ford (F2) | 9 min 10 s 6  | + 45 s 6       |
| 20   | Chris Irwin     | BRM               | 9 min 25 s 5  | + 50 s 5       |
| 21   | Brian Redman    | Lola-Ford (F2)    | 9 min 59 s 7  | + 1 min 34 s 7 |
| 22   | Joseph Siffert  | Cooper-Maserati   | 10 min 53 s 1 | + 2 min 28 s 1 |
| 23   | Guy Ligier      | Brabham-Repco     | 10 min 56 s 8 | + 2 min 31 s 8 |

### Deuxième séance - vendredi 4 août (après-midi)
Le soleil est toujours bien présent pour la deuxième séance officielle. Parmi les premiers en piste, Ickx va réaliser une performance époustouflante, sa petite Matra F2 étant chronométrée à 166,4 km/h. Le jeune espoir belge va longtemps tenir le haut de l'affiche face aux cadors de la catégorie supérieure, avant que Hulme ne parvienne en milieu de séance à améliorer de quelques dixièmes le record officieux du nouveau circuit, accomplissant un tour à 166,6 km/h de moyenne. Ickx conserve toutefois le deuxième meilleur temps de la journée, se permettant de devancer Jackie Stewart (plus rapide avec son ancienne BRM qu'avec le nouveau modèle), Dan Gurney (qui n'a pas poussé à fond son Eagle) et Surtees. Alors qu'il accomplissait un tour rapide, Jack Brabham a perdu un boulon de suspension dans la zone de Fuchsröhre. Roulant alors à environ 200 km/h, le pilote-constructeur a réussi à éviter la sortie de route, slalomant sur cinq-cents mètres et frôlant les bordures avant qu'une roue arrière ne se mette en travers, la barre anti-roulis crevant le pneu ; la monoplace en perdition s'immobilisera sans autre dommage, le champion du monde devant toutefois terminer la séance au volant de son mulet, moins performant, hypothéquant toute chance de réaliser un excellent chrono. Il se contentera d'ailleurs de tester cette voiture sans accomplir une boucle complète. Hill n'a pu effectuer que quelques kilomètres avant de perdre toute son huile de boîte de vitesses ; le Britannique a dû se rabattre sur le mulet, avec lequel, une fois réglé à sa convenance, il ne fera que quelques tours. Son coéquipier Jim Clark a dû composer avec des problèmes d'alimentation et de freins sur sa Lotus et n'a réalisé que le septième temps, juste devant Chris Amon (Ferrari) et Jochen Rindt (Cooper), ce dernier n'ayant pu faire que quelques tours avant que son moteur ne lâche.
| Pos. | Pilote          | Écurie            | Temps        | Écart          |
| ---- | --------------- | ----------------- | ------------ | -------------- |
| 1    | Denny Hulme     | Brabham-Repco     | 8 min 13 s 5 |                |
| 2    | Jacky Ickx      | Matra-Ford (F2)   | 8 min 14 s 0 | + 0 s 5        |
| 3    | Jackie Stewart  | BRM               | 8 min 16 s 7 | + 3 s 2        |
| 4    | Dan Gurney      | Eagle-Weslake     | 8 min 17 s 7 | + 4 s 2        |
| 5    | John Surtees    | Honda             | 8 min 18 s 2 | + 4 s 7        |
| 6    | Jack Brabham    | Brabham-Repco     | 8 min 18 s 9 | + 5 s 4        |
| 7    | Jim Clark       | Lotus-Ford        | 8 min 19 s 8 | + 6 s 3        |
| 8    | Chris Amon      | Ferrari           | 8 min 20 s 4 | + 6 s 9        |
| 9    | Jochen Rindt    | Cooper-Maserati   | 8 min 20 s 9 | + 7 s 4        |
| 10   | Pedro Rodríguez | Cooper-Maserati   | 8 min 22 s 2 | + 8 s 7        |
| 11   | Graham Hill     | Lotus-Ford        | 8 min 31 s 7 | + 18 s 2       |
| 12   | Joseph Siffert  | Cooper-Maserati   | 8 min 31 s 8 | + 18 s 3       |
| 13   | Bruce McLaren   | Eagle-Weslake     | 8 min 36 s 7 | + 23 s 2       |
| 14   | Mike Spence     | BRM               | 8 min 39 s 3 | + 25 s 8       |
| 15   | Jo Schlesser    | Matra-Ford (F2)   | 8 min 40 s 6 | + 27 s 1       |
| 16   | Jackie Oliver   | Lotus-Ford (F2)   | 8 min 40 s 9 | + 27 s 4       |
| 17   | Alan Rees       | Brabham-Ford (F2) | 8 min 41 s 9 | + 28 s 4       |
| 18   | Hubert Hahne    | Lola-BMW          | 8 min 44 s 2 | + 30 s 7       |
| 19   | David Hobbs     | Lola-BMW (F2)     | 8 min 46 s 2 | + 32 s 7       |
| 20   | Joakim Bonnier  | Cooper-Maserati   | 8 min 47 s 8 | + 34 s 3       |
| 21   | Kurt Ahrens     | Protos-Ford (F2)  | 8 min 47 s 8 | + 34 s 3       |
| 22   | Chris Irwin     | BRM               | 8 min 58 s 1 | + 44 s 6       |
| 23   | Brian Hart      | Protos-Ford (F2)  | 8 min 59 s 7 | + 46 s 2       |
| 24   | Gerhard Mitter  | Brabham-Ford (F2) | 9 min 44 s 0 | + 1 min 30 s 5 |
| 25   | Guy Ligier      | Brabham-Repco     | ?            |                |

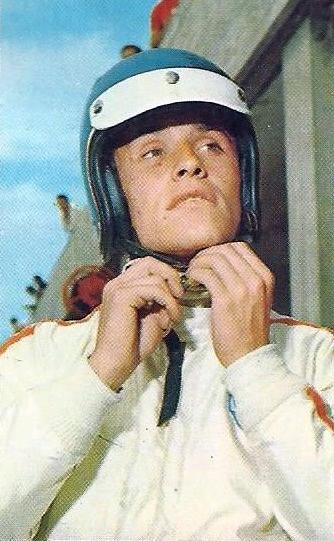
Jacky Ickx a créé une énorme surprise en réalisant au volant de sa modeste Matra F2 le deuxième meilleur temps de la journée.

- Le temps de Guy Ligier (moins bon que celui réalisé le matin) n'a pas été communiqué par les organisateurs.

### Troisième séance - samedi 5 août (matin)

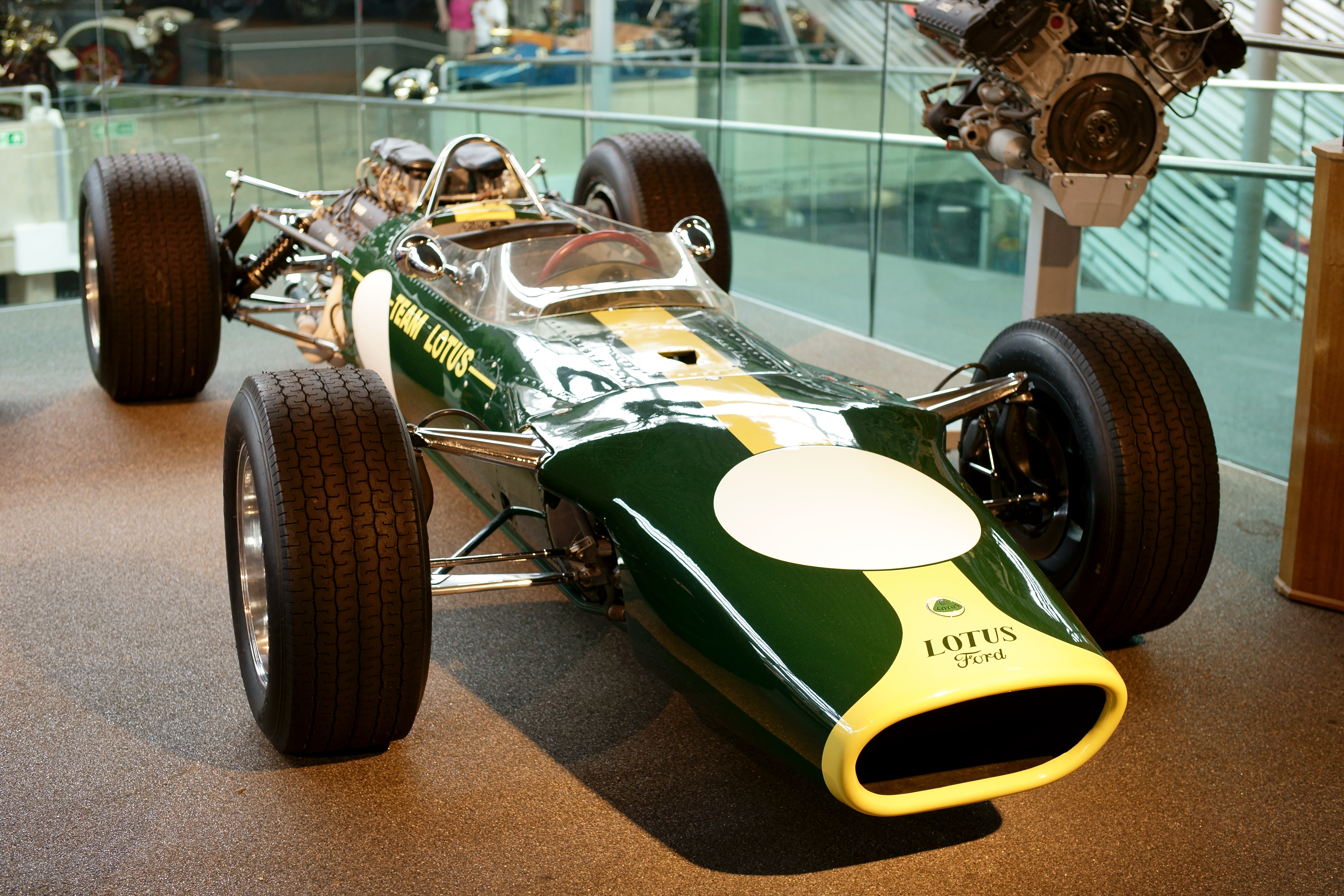
Une Lotus 49 semblable à celle de Jim Clark. Le pilote écossais a nettement dominé ses rivaux lors de la dernière journée d'essais.

Les conditions sont les mêmes que la veille le samedi matin, pour la dernière séance chronométrée. Amon et Rindt tombent bientôt tous deux en panne et restent immobilisés sur le circuit. Auteur du meilleur temps la veille, Hulme se contente de quelques tours en conditions de course, avec réservoirs pleins. Malchanceux la veille, Hill s'élance le couteau entre les dents mais au moment d'aborder le secteur d'Adenau il se fait surprendre par un problème de freins et sort violemment de la route, s'en tirant heureusement indemne. Suspensions arrière arrachées, sa Lotus est cependant inutilisable pour la course. Son coéquipier Clark, bien que partiellement satisfait des réglages de sa voiture, se lance à l'assaut de la pole position et réalise tout d'abord un tour à 168,5 km/h de moyenne, avant de boucler le suivant à 169,8 km/h, se mettant hors de portée de ses adversaires. Il prête ensuite sa monoplace à Hill, afin que celui-ci puisse effectuer une boucle (qu'il accomplira à allure modérée, ne prenant aucun risque) afin d'atteindre le total minimal de cinq tours pour être qualifié. Parmi les autres pilotes de pointe, seuls Stewart (cette fois avec le nouveau modèle), Gurney et McLaren améliorent leurs temps de la veille, sans toutefois parvenir à battre celui réalisé par Ickx lors de la deuxième séance. Clark décroche une nouvelle fois la pole position et s'élancera en tête au côté de Hulme, Stewart et Gurney complétant la première ligne. sa voiture de course n'étant pas encore totalement réparée, Brabham a simplement testé son mulet, son temps du vendredi lui assurant une place à l'extérieur de la deuxième ligne, au côté de McLaren et Surtees. Les pilotes de Formule 2 s'élançant cette année sur une grille spécifique, Ickx, malgré son troisième temps absolu, partira derrière les dix-sept monoplaces de Formule 1, au côté de Jackie Oliver (Lotus), Alan Rees (Brabham) et Jo Schlesser (Matra).
| Pos. | Pilote         | Écurie            | Temps        | Écart          |
| ---- | -------------- | ----------------- | ------------ | -------------- |
| 1    | Jim Clark      | Lotus-Ford        | 8 min 04 s 1 |                |
| 2    | Jackie Stewart | BRM               | 8 min 15 s 2 | + 11 s 1       |
| 3    | Dan Gurney     | Eagle-Weslake     | 8 min 16 s 9 | + 12 s 8       |
| 4    | Bruce McLaren  | Eagle-Weslake     | 8 min 17 s 7 | + 13 s 6       |
|      | Mike Spence    | BRM               | 8 min 26 s 5 | + 22 s 4       |
|      | Joseph Siffert | Cooper-Maserati   | 8 min 31 s 4 | + 27 s 3       |
|      | Hubert Hahne   | Lola-BMW          | 8 min 32 s 8 | + 28 s 7       |
|      | Jackie Oliver  | Lotus-Ford (F2)   | 8 min 34 s 9 | + 30 s 8       |
|      | Alan Rees      | Brabham-Ford (F2) | 8 min 39 s 8 | + 35 s 7       |
|      | Chris Irwin    | BRM               | 8 min 41 s 6 | + 37 s 5       |
|      | Gerhard Mitter | Brabham-Ford (F2) | 8 min 52 s 6 | + 48 s 5       |
|      | Guy Ligier     | Brabham-Repco     | 9 min 14 s 4 | + 1 min 10 s 3 |

- Note : seuls les temps des douze pilotes ayant amélioré leur performance de la veille ont été communiqués par les organisateurs.

### Tableau final des qualifications
| Pos. | Pilote          | Écurie            | Temps        | Écart          | Commentaire                          | Pos. catégorie |
| ---- | --------------- | ----------------- | ------------ | -------------- | ------------------------------------ | -------------- |
| 1    | Jim Clark       | Lotus-Ford        | 8 min 04 s 1 |                | temps réalisé le samedi matin        | 1er F1         |
| 2    | Denny Hulme     | Brabham-Repco     | 8 min 13 s 5 | + 9 s 4        | temps réalisé le vendredi après-midi | 2e F1          |
| 3    | Jacky Ickx      | Matra-Ford (F2)   | 8 min 14 s 0 | + 9 s 9        | temps réalisé le vendredi après-midi | 1er F2         |
| 4    | Jackie Stewart  | BRM               | 8 min 15 s 2 | + 11 s 1       | temps réalisé le samedi matin        | 3e F1          |
| 5    | Dan Gurney      | Eagle-Weslake     | 8 min 16 s 9 | + 12 s 8       | temps réalisé le samedi matin        | 4e F1          |
| 6    | Bruce McLaren   | Eagle-Weslake     | 8 min 17 s 7 | + 13 s 6       | temps réalisé le samedi matin        | 5e F1          |
| 7    | John Surtees    | Honda             | 8 min 18 s 2 | + 14 s 1       | temps réalisé le vendredi après-midi | 6e F1          |
| 8    | Jack Brabham    | Brabham-Repco     | 8 min 18 s 9 | + 14 s 8       | temps réalisé le vendredi après-midi | 7e F1          |
| 9    | Chris Amon      | Ferrari           | 8 min 20 s 4 | + 16 s 3       | temps réalisé le vendredi après-midi | 8e F1          |
| 10   | Jochen Rindt    | Cooper-Maserati   | 8 min 20 s 9 | + 16 s 8       | temps réalisé le vendredi après-midi | 9e F1          |
| 11   | Pedro Rodríguez | Cooper-Maserati   | 8 min 22 s 2 | + 18 s 1       | temps réalisé le vendredi après-midi | 10e F1         |
| 12   | Mike Spence     | BRM               | 8 min 26 s 5 | + 22 s 4       | temps réalisé le samedi matin        | 11e F1         |
| 13   | Joseph Siffert  | Cooper-Maserati   | 8 min 31 s 4 | + 27 s 3       | temps réalisé le samedi matin        | 12e F1         |
| 14   | Graham Hill     | Lotus-Ford        | 8 min 31 s 7 | + 27 s 6       | temps réalisé le vendredi après-midi | 13e F1         |
| 15   | Hubert Hahne    | Lola-BMW          | 8 min 32 s 8 | + 28 s 7       | temps réalisé le samedi matin        | 14e F1         |
| 16   | Jackie Oliver   | Lotus-Ford (F2)   | 8 min 34 s 9 | + 30 s 8       | temps réalisé le samedi matin        | 2e F2          |
| 17   | Alan Rees       | Brabham-Ford (F2) | 8 min 39 s 8 | + 35 s 7       | temps réalisé le samedi matin        | 3e F2          |
| 18   | Jo Schlesser    | Matra-Ford (F2)   | 8 min 40 s 6 | + 36 s 5       | temps réalisé le vendredi après-midi | 4e F2          |
| 19   | Chris Irwin     | BRM               | 8 min 41 s 6 | + 37 s 5       | temps réalisé le samedi matin        | 15e F1         |
| 20   | David Hobbs     | Lola-BMW (F2)     | 8 min 46 s 2 | + 42 s 1       | temps réalisé le vendredi après-midi | 5e F2          |
| 21   | Joakim Bonnier  | Cooper-Maserati   | 8 min 47 s 8 | + 43 s 7       | temps réalisé le vendredi après-midi | 16e F1         |
| 22   | Kurt Ahrens     | Protos-Ford (F2)  | 8 min 47 s 8 | + 43 s 7       | temps réalisé le vendredi après-midi | 6e F2          |
| 23   | Gerhard Mitter  | Brabham-Ford (F2) | 8 min 52 s 6 | + 48 s 5       | temps réalisé le samedi matin        | 7e F2          |
| 24   | Brian Hart      | Protos-Ford (F2)  | 8 min 59 s 7 | + 55 s 6       | temps réalisé le vendredi après-midi | 8e F2          |
| 25   | Guy Ligier      | Brabham-Repco     | 9 min 14 s 4 | + 1 min 10 s 3 | temps réalisé le samedi matin        | 17e F1         |
| 26   | Brian Redman    | Lola-Ford (F2)    | 9 min 59 s 7 | + 1 min 55 s 6 | temps réalisé le vendredi matin      | 9e F2          |

## Grille de départ
| 1re ligne    | Pos. 4                          |                                | Pos. 3                        |                               | Pos. 2                       |                             | Pos. 1                     |
|              | Gurney Eagle 8 min 16 s 9       |                                | Stewart BRM 8 min 15 s 2      |                               | Hulme Brabham 8 min 13 s 5   |                             | Clark Lotus 8 min 04 s 1   |
| 2e ligne     |                                 | Pos. 7                         |                               | Pos. 6                        |                              | Pos. 5                      |                            |
|              |                                 | Brabham 8 min 18 s 9           |                               | Surtees Honda 8 min 18 s 2    |                              | McLaren Eagle 8 min 17 s 7  |                            |
| 3e ligne     | Pos. 11                         |                                | Pos. 10                       |                               | Pos. 9                       |                             | Pos. 8                     |
|              | Spence BRM 8 min 26 s 5         |                                | Rodriguez Cooper 8 min 22 s 2 |                               | Rindt Cooper 8 min 20 s 9    |                             | Amon Ferrari 8 min 20 s 4  |
| 4e ligne     |                                 | Pos. 14                        |                               | Pos. 13                       |                              | Pos. 12                     |                            |
|              |                                 | Hahne Lola 8 min 32 s 8        |                               | G. Hill Lotus 8 min 31 s 7    |                              | Siffert Cooper 8 min 31 s 4 |                            |
| 5e ligne     |                                 |                                | Pos. 17                       |                               | Pos. 16                      |                             | Pos. 15                    |
|              |                                 |                                | Ligier Brabham 9 min 14 s 4   |                               | Bonnier Cooper 8 min 47 s 8  |                             | Irwin BRM 8 min 41 s 6     |
| 1re ligne F2 | Pos. 4                          |                                | Pos. 3                        |                               | Pos. 2                       |                             | Pos. 1                     |
|              | Schlesser Matra F2 8 min 40 s 6 |                                | Rees Brabham F2 8 min 39 s 8  |                               | Oliver Lotus F2 8 min 34 s 9 |                             | Ickx Matra F2 8 min 14 s 0 |
| 2e ligne F2  |                                 | Pos. 7                         |                               | Pos. 6                        |                              | Pos. 5                      |                            |
|              |                                 | Mitter Brabham F2 8 min 52 s 6 |                               | Ahrens Protos F2 8 min 47 s 8 |                              | Hobbs Lola F2 8 min 46 s 2  |                            |
| 3e ligne F2  |                                 |                                |                               |                               | Pos. 8                       |                             |                            |
|              |                                 |                                |                               |                               | Hart Protos F2 8 min 59 s 7  |                             |                            |

- Note : contrairement à l'année précédente, les organisateurs ont choisi d'établir une grille de départ séparée pour les pilotes de Formule 2, qui s'élanceront derrière les monoplaces de Formule 1 ; bien qu'ayant réalisé le troisième meilleur temps absolu sur sa Matra F2, Jacky Ickx ne s'élancera donc pas de la première ligne du Grand Prix[22].

## Déroulement de la course
Le départ est donné sous un chaud soleil le dimanche à quatorze heures, aussitôt après la course de Formule Vé remportée par l'Autrichien Günter Huber, devant plus de deux cent mille spectateurs. La Lotus de Jim Clark et la Brabham de Denny Hulme s'élancent ensemble et vont rester côte à côte plusieurs centaines de mètres, précédant le reste de la meute, Clark profitant ensuite de la puissance supérieure du V8 Cosworth pour plonger en tête dans la courbe sud. Il repasse le premier derrière les stands, suivi de près par Hulme et par les Eagle de Dan Gurney et de Bruce McLaren. Sur la deuxième Lotus, Graham Hill, mal placé sur la grille, a pris un excellent départ et dépassé plusieurs voitures avant le premier virage mais a alors été poussé dans l'herbe et a effectué un tête-à-queue. Il parvient à éviter de toucher le muret et à reprendre la piste, en queue de peloton. À l'issue du premier tour, Clark possède un peu plus d'une seconde d'avance sur Hulme, lui-même une seconde devant Gurney, qui a pris l'avantage sur son coéquipier. Jack Brabham a également dépassé McLaren, les deux hommes occupant respectivement les quatrième et cinquième rangs, à déjà huit secondes de la Lotus de tête. Ils précèdent de cinq secondes un trio composé de la Honda de John Surtees, la BRM de Jackie Stewart (qui a loupé son départ) et la Ferrari de Chris Amon. Sur sa petite Matra F2, Jacky Ickx effectue un début de course fantastique et a déjà dépassé six voitures de la catégorie supérieure. Douzième, il talonne la Cooper de Pedro Rodríguez. Le comportement de la Lotus de Clark commence à se dégrader et l'allure diminue quelque peu, Hulme revenant dans les roues du leader sans toutefois parvenir à le déborder. Gurney s'est également rapproché. McLaren est repassé devant Brabham, tous deux roulant de concert. Derrière, Stewart a décroché Amon et Surtees, alors que Ickx, qui poursuit sa remontée, a gagné trois places supplémentaires. À la fin du troisième tour, la moyenne a encore baissé, Clark ayant de plus en plus de mal à contenir ses deux poursuivants immédiats. Une dizaine de secondes derrière le trio de tête, McLaren et Brabham sont sur le point d'être rattrapés par Stewart. Un peu plus loin, Amon s'est détaché de Surtees, le pilote Honda étant directement menacé par Ickx qui, avec sa F2, vient de battre le record du tour à 163,8 km/h de moyenne ! Clark se rend compte qu'un problème technique affecte sa voiture, ignorant toutefois qu'il s'agit d'une crevaison lente de son pneu arrière droit, et ralentit légèrement. À Flugplatz, Hulme déborde la Lotus, imité un peu plus loin par Gurney. Clark tente de rejoindre son stand à allure réduite, et perd de nombreuses places. Le bras de suspension avant droit de la Lotus va se déformer, et le champion écossais abandonnera à la fin de ce tour. Hulme n'effectue que quelques kilomètres en tête, Gurney s'emparant du commandement à Adenauer Forst. Le pilote américain prend rapidement du champ et compte déjà près de trois secondes d'avance sur la Brabham à la fin du quatrième tour, bouclé à 165 km/h (nouveau record). McLaren vient d'abandonner, une conduite d'huile de son Eagle s'étant rompue. Jack Brabham est désormais troisième, à une quinzaine de secondes de son coéquipier. Il est menacé par Stewart qui est revenu dans ses roues. Ickx a dépassé Surtees puis Amon et occupe une fantastique cinquième place.

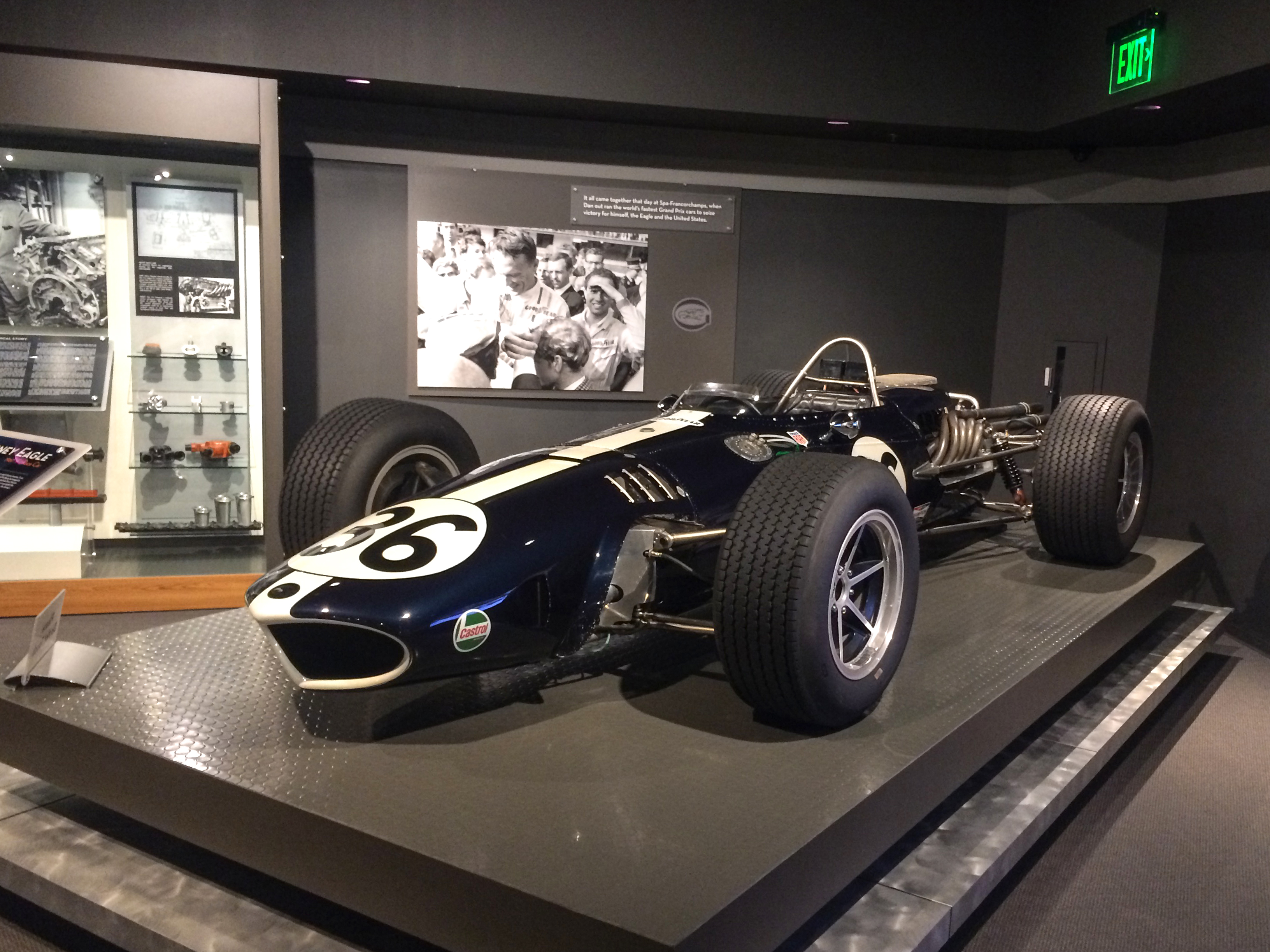
Au volant de son Eagle à moteur Weslake, Dan Gurney est passé tout près d'une nouvelle victoire cette saison.

Gurney survole maintenant la course, distançant Hulme au rythme de cinq à six secondes au tour. Le Néo-Zélandais, qui joue le championnat, ne force pas la cadence et assure sa deuxième place. Derrière lui, Brabham a momentanément rétrogradé au quatrième rang, derrière Stewart, mais l'Écossais abandonne peu après, différentiel hors d'usage, et le champion du monde se retrouve de nouveau en troisième position. Rindt a abandonné, direction hors d'usage. À la fin du sixième tour, au cours duquel Gurney a établi un nouveau record officiel de la piste, à 166 km/h de moyenne, l'écart entre les deux premiers est de quinze secondes. Brabham a nettement levé le pied et se trouve désormais à une demi-minute de son coéquipier. Ickx, quatrième, n'est plus qu'à quelques secondes de lui. Amon est un peu plus loin, ayant distancé Surtees. Hill, qui était remonté à la dixième place, a dû s'arrêter à son stand à cause d'un écrou de roue desserré. Il n'accomplira que trois tours supplémentaires avant d'abandonner, suspension arrière affaissée. Rodríguez a également détecté un problème de suspension sur sa Cooper et a effectué un très long arrêt au stand, perdant près d'un quart d'heure. Au cours des tours suivant, Gurney accentue encore son avance sur Hulme tandis que Brabham, qui roule à sa main et ménage sa voiture, se fait rejoindre par Ickx. Ce dernier va rester deux tours dans les roues du champion du monde, sans toutefois parvenir à le dépasser. Amon les rattrape alors et va reprendre l'avantage sur la Matra. Aux deux tiers de la course, Gurney mène très confortablement, Hulme se trouvant désormais à plus de quarante secondes de l'Eagle. Le même écart le sépare de Brabham, qui résiste vaillamment aux attaques d'Amon, Ickx se maintenant au contact des deux duellistes. Isolé en sixième position, Surtees compte plus de deux minutes de retard. Deux minutes derrière lui vient la Lotus F2 de Jackie Oliver, également isolée. Les autres sont très loin. Hors de portée de tous ses adversaires Gurney vole vers la victoire. À trois tours de la fin, il a stabilisé son avance à quarante-cinq secondes. Ickx arrive alors au ralenti à son stand, suspension avant affaissée. Jusqu'alors, le jeune pilote belge s'était maintenu dans le sillage de Brabham et Amon. Maintenant sixième, près de trois minutes derrière Surtees, Oliver lui succède en tête des F2. Coup de théâtre à la fin du treizième tour : Gurney ne passe plus ; un demi-arbre ayant cédé, son Eagle est arrêtée dans la montée de Hohe Acht, à l'autre bout du circuit. Les deux Brabham sont en tête, Hulme possédant quarante-cinq secondes d'avance sur son coéquipier. Celui-ci est toujours talonné par Amon, qui semble plus rapide mais ne parvient toujours pas à passer. Il restera derrière jusqu'à l'arrivée, obtenant une nouvelle fois troisième place. Hulme remporte sa deuxième victoire de la saison et consolide sa position en tête du championnat du monde, avec désormais douze points d'avance sur Jack Brabham, qui a assuré le doublé pour sa marque. Surtees termine à une lointaine quatrième place. Oliver (cinquième), s'impose en Formule 2, devant la Brabham d'Alan Rees (septième du classement combiné). Ce dernier termine juste derrière la Cooper de Joakim Bonnier, avec lequel il a longuement bataillé. Huitième à plus d'un tour, Guy Ligier (Brabham) marque son premier point en championnat du monde, se classant sixième des F1.

### Classements intermédiaires
Classements intermédiaires des monoplaces aux premier, deuxième, troisième, quatrième, cinquième, sixième, huitième, dixième, douzième et treizième tours,.

### Classement de la course (F1 & F2 confondues)

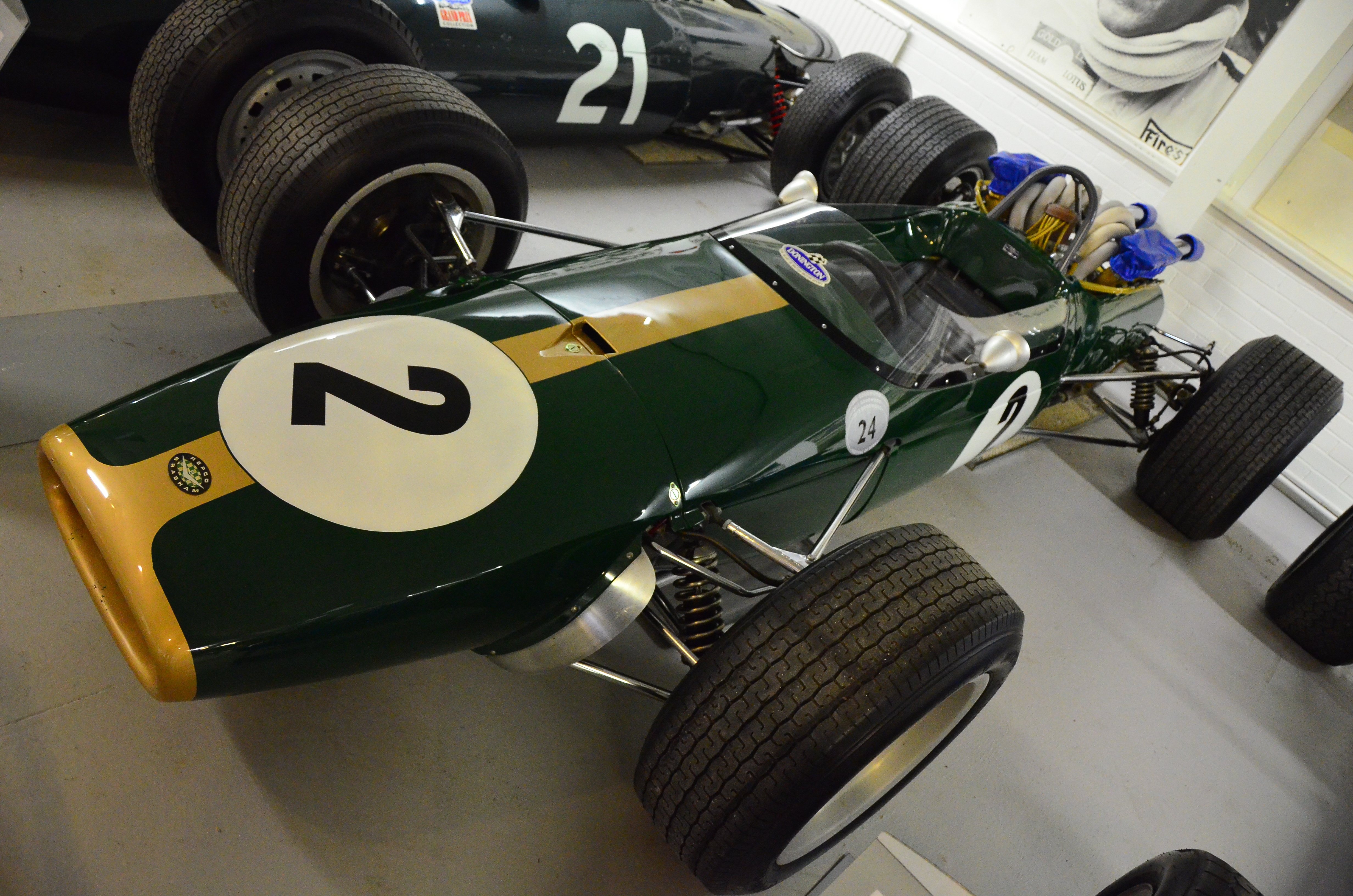
Les Brabham BT24 réalisent leur deuxième doublé de la saison, Denny Hulme s'imposant devant devant son coéquipier Jack Brabham.

| Pos  | N° | Pilote          | Écurie            | Tours | Temps/Abandon                      | Grille      |
| ---- | -- | --------------- | ----------------- | ----- | ---------------------------------- | ----------- |
| 1    | 2  | Denny Hulme     | Brabham-Repco     | 15    | 2 h 05 min 55 s 7                  | 2           |
| 2    | 1  | Jack Brabham    | Brabham-Repco     | 15    | 2 h 06 min 34 s 2 (+ 38 s 5)       | 7           |
| 3    | 8  | Chris Amon      | Ferrari           | 15    | 2 h 06 min 34 s 7 (+ 39 s 0)       | 8           |
| 4    | 7  | John Surtees    | Honda             | 15    | 2 h 08 min 21 s 4 (+ 2 min 25 s 7) | 6           |
| 5    | 24 | Jackie Oliver   | Lotus-Ford (F2)   | 15    | 2 h 12 min 04 s 9 (+ 6 min 9 s 2)  | 19 (2e F2)  |
| 6    | 16 | Jo Bonnier      | Cooper-Maserati   | 15    | 2 h 14 min 37 s 8 (+ 8 min 42 s 1) | 16          |
| 7    | 22 | Alan Rees       | Brabham-Ford (F2) | 15    | 2 h 14 min 43 s 6 (+ 8 min 47 s 9) | 20 (3e F2)  |
| 8    | 15 | Guy Ligier      | Brabham-Repco     | 14    | 2 h 07 min 40 s 7 (+ 1 tour)       | 17          |
| 9    | 18 | Chris Irwin     | BRM               | 13    | 2 h 09 min 26 s 4 (+ 2 tours)      | 15          |
| 10   | 27 | David Hobbs     | Lola-BMW (F2)     | 13    | 2 h 09 min 38 s 1 (+ 2 tours)      | 22 (5e F2)  |
| 11   | 6  | Pedro Rodríguez | Cooper-Maserati   | 13    | 2 h 10 min 07 s 5 (+ 2 tours)      | 10          |
| Abd. | 9  | Dan Gurney      | Eagle-Weslake     | 12    | Demi-arbre                         | 4           |
| Abd. | 29 | Jacky Ickx      | Matra-Ford (F2)   | 12    | Suspension avant                   | 18 (1er F2) |
| Nc.  | 25 | Brian Hart      | Protos-Ford (F2)  | 12    | 2 h 14 min 02 s 5 (Non classé)     | 25 (8e F2)  |
| Nc.  | 14 | Jo Siffert      | Cooper-Maserati   | 11    | 2 h 13 min 25 s 1 (Non classé)     | 12          |
| Abd. | 4  | Graham Hill     | Lotus-Ford        | 8     | Suspension arrière                 | 13          |
| Abd. | 17 | Hubert Hahne    | Lola-BMW          | 6     | Suspension avant                   | 14          |
| Abd. | 11 | Jackie Stewart  | BRM               | 5     | Différentiel                       | 3           |
| Abd. | 3  | Jim Clark       | Lotus-Ford        | 4     | Suspension avant                   | 1           |
| Abd. | 5  | Jochen Rindt    | Cooper-Maserati   | 4     | Direction                          | 9           |
| Abd. | 26 | Kurt Ahrens     | Protos-Ford (F2)  | 4     | Radiateur                          | 23 (6e F2)  |
| Abd. | 10 | Bruce McLaren   | Eagle-Weslake     | 3     | Fuite d'huile                      | 5           |
| Abd. | 12 | Mike Spence     | BRM               | 3     | Différentiel                       | 11          |
| Abd. | 23 | Jo Schlesser    | Matra Ford (F2)   | 2     | Embrayage                          | 21 (4e F2)  |
| Abd. | 20 | Gerhard Mitter  | Brabham Ford (F2) | 0     | Moteur                             | 24 (7e F2)  |
| Np.  | 28 | Brian Redman    | Lola-Ford (F2)    |       | Non partant                        |             |

Légende :
- Abd.=Abandon - Np.=Non partant

#### Classement du Grand Prix F1

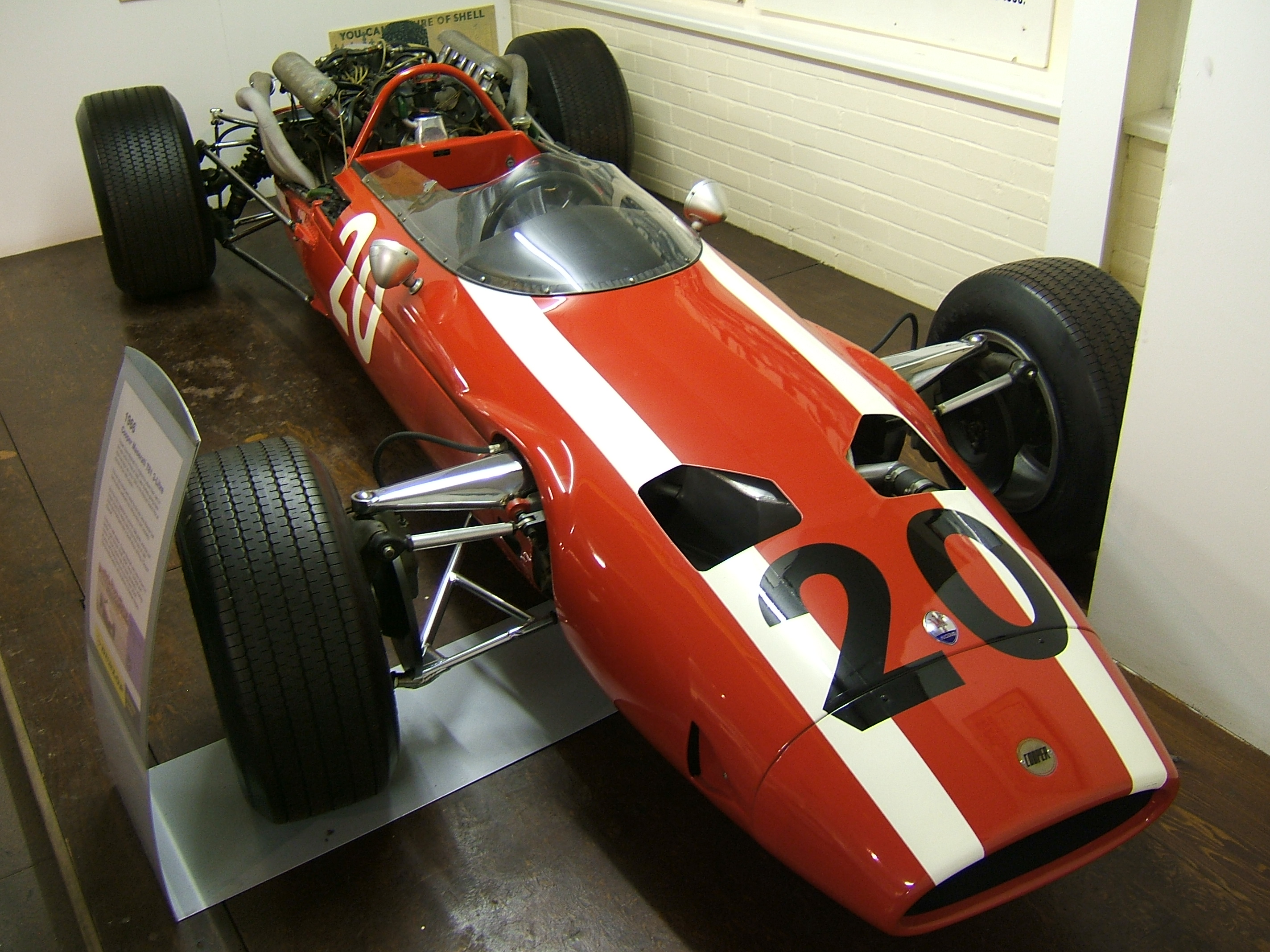
La Cooper T81 de Joakim Bonnier. Classé cinquième des pilotes F1, le Suédois a obtenu en Allemagne son meilleur résultat de la saison.

| Pos | N° | Pilote          | Écurie          | Tours | Temps                              | Grille | Points |
| --- | -- | --------------- | --------------- | ----- | ---------------------------------- | ------ | ------ |
| 1   | 2  | Denny Hulme     | Brabham-Repco   | 15    | 2 h 05 min 55 s 7                  | 2      | 9      |
| 2   | 1  | Jack Brabham    | Brabham-Repco   | 15    | 2 h 06 min 34 s 2 (+ 38 s 5)       | 7      | 6      |
| 3   | 8  | Chris Amon      | Ferrari         | 15    | 2 h 06 min 34 s 7 (+ 39 s 0)       | 8      | 4      |
| 4   | 7  | John Surtees    | Honda           | 15    | 2 h 08 min 21 s 4 (+ 2 min 25 s 7) | 6      | 3      |
| 5   | 16 | Jo Bonnier      | Cooper-Maserati | 15    | 2 h 14 min 37 s 8 (+ 8 min 42 s 1) | 16     | 2      |
| 6   | 15 | Guy Ligier      | Brabham-Repco   | 14    | 2 h 07 min 40 s 7 (+ 1 tour)       | 17     | 1      |
| 7   | 18 | Chris Irwin     | BRM             | 13    | 2 h 09 min 26 s 4 (+ 2 tours)      | 15     |        |
| 8   | 6  | Pedro Rodríguez | Cooper-Maserati | 13    | 2 h 10 min 07 s 5 (+ 2 tours)      | 10     |        |

#### Classement spécial des voitures de Formule 2

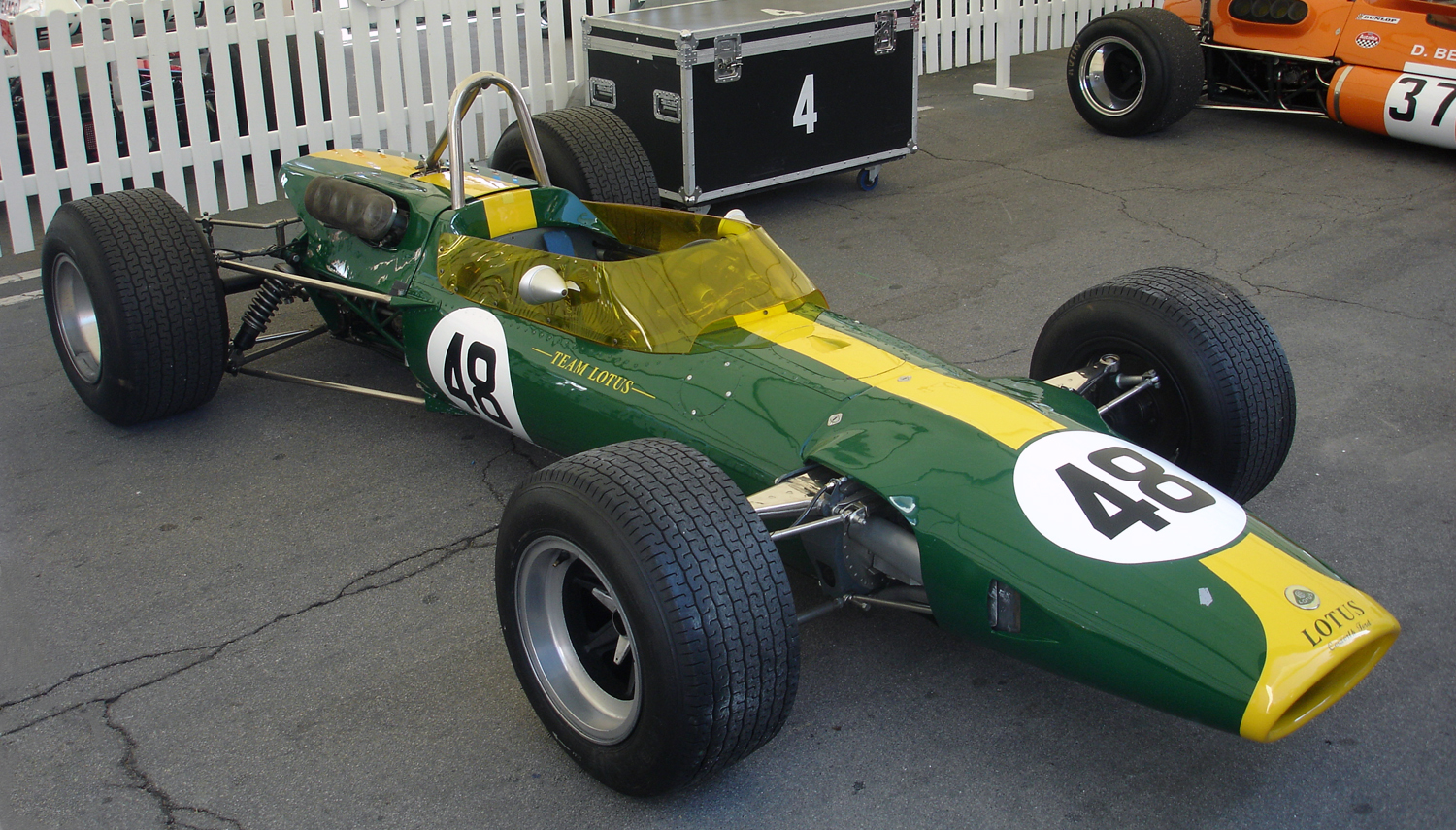
Une Lotus 48 semblable à celle de Jackie Oliver, vainqueur de la course de Formule 2.

| Pos | N° | Pilote        | Écurie       | Tours | Temps                              | Grille |
| --- | -- | ------------- | ------------ | ----- | ---------------------------------- | ------ |
| 1   | 24 | Jackie Oliver | Lotus-Ford   | 15    | 2 h 12 min 04 s 9                  | 2      |
| 2   | 22 | Alan Rees     | Brabham-Ford | 15    | 2 h 14 min 43 s 6 (+ 2 min 38 s 7) | 3      |
| 3   | 27 | David Hobbs   | Lola-BMW     | 13    | 2 h 09 min 38 s 1 (+ 2 tours)      | 4      |

### Pole position et record du tour
- Pole position :  Jim Clark (Lotus) en 8 min 04 s 1 (vitesse moyenne : 169,812 km/h). Temps réalisé lors de la séance d'essais du samedi 5 août[21].
- Meilleur tour en course :  Dan Gurney (Eagle) en 8 min 15 s 1 (vitesse moyenne : 166,039 km/h) au sixième tour.

- Note : en Formule 2, la meilleure performance en course a été réalisée par Jacky Ickx (Matra) en 8 min 21 s 8 (vitesse moyenne : 163,822 km/h) au troisième tour.

#### Évolution du meilleur tour en course
Le meilleur tour fut amélioré cinq fois au cours de l'épreuve.

### Tours en tête
- Jim Clark : 3 tours (1-3)
- Dan Gurney : 9 tours (4-12)
- Denny Hulme : 3 tours (13-15)

## Classement général à l'issue de la course
- Attribution des points : 9, 6, 4, 3, 2, 1 respectivement aux six premiers de chaque épreuve.
- Pour la coupe des constructeurs, même barème et seule la voiture la mieux classée de chaque équipe inscrit des points.
- Le championnat est divisé en deux demi-saisons, seuls les cinq meilleurs résultats (sur six épreuves) étant retenus pour la première et les quatre meilleurs (sur cinq épreuves) pour la deuxième[21].

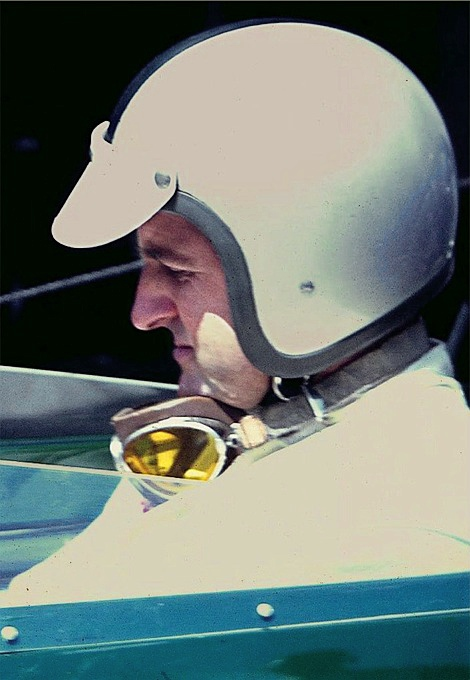
Grâce à sa victoire en Allemagne, Denny Hulme a conforté sa place en tête du championnat du monde.

| Pos. | Pilote              | Écurie  | Points | AFS | MON | NL | BEL | FRA | GBR | 1re ½ saison | ALL | CAN | ITA | USA | MEX | 2e ½ saison |
| ---- | ------------------- | ------- | ------ | --- | --- | -- | --- | --- | --- | ------------ | --- | --- | --- | --- | --- | ----------- |
| 1    | Denny Hulme         | Brabham | 37     | 3   | 9   | 4  | -   | 6   | 6   | 28           | 9   |     |     |     |     | 9           |
| 2    | Jack Brabham        | Brabham | 25     | 1   | -   | 6  | -   | 9   | 3   | 19           | 6   |     |     |     |     | 6           |
| 3    | Jim Clark           | Lotus   | 19     | -   | -   | 9  | 1   | -   | 9   | 19           | -   |     |     |     |     | -           |
|      | Chris Amon          | Ferrari | 19     | -   | 4   | 3  | 4   | -   | 4   | 15           | 4   |     |     |     |     | 4           |
| 5    | Pedro Rodríguez     | Cooper  | 14     | 9   | 2   | -  | -   | 1   | 2   | 14           | -   |     |     |     |     | -           |
| 6    | Jackie Stewart      | BRM     | 10     | -   | -   | -  | 6   | 4   | -   | 10           | -   |     |     |     |     | -           |
| 7    | Dan Gurney          | Eagle   | 9      | -   | -   | -  | 9   | -   | -   | 9            | -   |     |     |     |     | -           |
| 8    | John Surtees        | Honda   | 8      | 4   | -   | -  | -   | -   | 1   | 5            | 3   |     |     |     |     | 3           |
| 9    | John Love           | Cooper  | 6      | 6   | -   | -  | -   | -   | -   | 6            | -   |     |     |     |     | -           |
|      | Graham Hill         | Lotus   | 6      | -   | 6   | -  | -   | -   | -   | 6            | -   |     |     |     |     | -           |
| 11   | Bruce McLaren       | McLaren | 3      | -   | 3   | -  | -   | -   | -   | 3            | -   |     |     |     |     | -           |
|      | Jochen Rindt        | Cooper  | 3      | -   | -   | -  | 3   | -   | -   | 3            | -   |     |     |     |     | -           |
|      | Joseph Siffert      | Cooper  | 3      | -   | -   | -  | -   | 3   | -   | 3            | -   |     |     |     |     | -           |
|      | Mike Spence         | BRM     | 3      | -   | 1   | -  | 2   | -   | -   | 3            | -   |     |     |     |     | -           |
| 15   | Bob Anderson        | Brabham | 2      | 2   | -   | -  | -   | -   | -   | 2            | -   |     |     |     |     | -           |
|      | Mike Parkes         | Ferrari | 2      | -   | -   | 2  | -   | -   | -   | 2            | -   |     |     |     |     | -           |
|      | Chris Irwin         | BRM     | 2      | -   | -   | -  | -   | 2   | -   | 2            | -   |     |     |     |     | -           |
|      | Joakim Bonnier      | Cooper  | 2      | -   | -   | -  | -   | -   | -   | -            | 2   |     |     |     |     | 2           |
| 19   | Ludovico Scarfiotti | Ferrari | 1      | -   | -   | 1  | -   | -   | -   | 1            | -   |     |     |     |     | -           |
|      | Guy Ligier          | Brabham | 1      | -   | -   | -  | -   | -   | -   | -            | 1   |     |     |     |     | 1           |

| Pos. | Écurie          | Points | AFS | MON | NL | BEL | FRA | GBR | 1re ½ saison | ALL | CAN | ITA | USA | MEX | 2e ½ saison |
| ---- | --------------- | ------ | --- | --- | -- | --- | --- | --- | ------------ | --- | --- | --- | --- | --- | ----------- |
| 1    | Brabham-Repco   | 42     | 3   | 9   | 6  | -   | 9   | 6   | 33           | 9   |     |     |     |     | 9           |
| 2    | Cooper-Maserati | 21     | 9   | 2   | -  | 3   | 3   | 2   | 19           | 2   |     |     |     |     | 2           |
| 3    | Lotus-Ford      | 19     | -   | -   | 9  | 1   | -   | 9   | 19           | -   |     |     |     |     | -           |
|      | Ferrari         | 19     | -   | 4   | 3  | 4   | -   | 4   | 15           | 4   |     |     |     |     | 4           |
| 5    | BRM             | 11     | -   | 1   | -  | 6   | 4   | -   | 11           | -   |     |     |     |     | -           |
| 6    | Eagle-Weslake   | 9      | -   | -   | -  | 9   | -   | -   | 9            | -   |     |     |     |     | -           |
| 7    | Honda           | 8      | 4   | -   | -  | -   | -   | 1   | 5            | 3   |     |     |     |     | 3           |
| 8    | Cooper-Climax   | 6      | 6   | -   | -  | -   | -   | -   | 6            | -   |     |     |     |     | -           |
|      | Lotus-BRM       | 6      | -   | 6   | -  | -   | -   | -   | 6            | -   |     |     |     |     | -           |
| 10   | McLaren-BRM     | 3      | -   | 3   | -  | -   | -   | -   | 3            | -   |     |     |     |     | -           |
| 11   | Brabham-Climax  | 2      | 2   | -   | -  | -   | -   | -   | 2            | -   |     |     |     |     | -           |

## À noter
- 2e victoire en championnat du monde pour Denny Hulme.
- 9e victoire en championnat du monde pour Brabham en tant que constructeur.
- 7e victoire en championnat du monde pour Repco en tant que motoriste.
- 6e et dernier meilleur tour en championnat du monde pour Dan Gurney.
- 2e et dernier meilleur tour en championnat du monde pour Eagle en tant que constructeur et pour Weslake en tant que motoriste.
- Guy Ligier inscrit son unique point en championnat du monde des pilotes.
- Sur une monoplace de Formule 2, Jacky Ickx s'est hissé momentanément à la quatrième place et était cinquième avant son abandon à trois tours de l'arrivée. Lors des essais qualificatifs, le jeune espoir belge avait réalisé le troisième meilleur temps, devançant quinze pilotes de Formule 1[18].

- (en) Résultats sur Motosports